# 야한 스포츠
야한 스포츠는 수요일 새벽 1시 30분에 스포츠 뉴스와 연애프로그램을 혼합한 새로운 형식의 스포테인먼트뉴스쇼다.

## 현재 출연자

### 진행자
- 김기혁
- 강정문

### 기자 패널
- 기자 전광열
- 기자 김동환
- 기자 국영호
- 기자 이상주
- 기자 박광렬

### 기타 패널
- 야구해설가 정수근

## 과거 출연자
- 방송인 명시경
- 치어리더 박기량
- 레이싱모델 차정아